# Erlach (Szwajcaria)
Erlach (fr. Cerlier) – miasto i gmina (niem. Einwohnergemeinde) w Szwajcarii, w kantonie Berno, w regionie administracyjnym Seeland, w okręgu Seeland. Leży nad jeziorem Bielersee.

## Demografia
W Erlach mieszka 1 386 osób. W 2020 roku 17,5% populacji gminy stanowiły osoby urodzone poza Szwajcarią.